# Clash of the Gods
Clash of the Gods è il sedicesimo album in studio del gruppo musicale power metal tedesco Grave Digger, pubblicato nel 2012 dalla Napalm Records.

## Tracce
1. Charon (Fährmann des Todes) (Intro) – 2:19
2. God of Terror – 4:19
3. Hell Dog – 4:28
4. Medusa – 5:39
5. Clash of the Gods – 4:53
6. Death Angel and the Grave Digger – 4:22
7. Walls of Sorrow – 4:43
8. Call of the Sirens – 5:30
9. Warriors Revenge – 4:00
10. ....With the Wind – 0:48
11. Home at Last – 3:57
12. Saints Of The Broken Souls (European Limited Edition Bonus Track)
13. Zurück Nach Haus ("Home At Last" German Version) (European Limited Edition Bonus Track) – 4:01

## Formazione
- Chris Boltendahl - voce
- Axel "Ironfinger" Ritt - chitarra
- Jens Becker - basso
- Stefan Arnold - batteria
- Hans Peter Katzenburg - tastiere